# Вернер Маркс
Вернер Маркс (Милхајм, 19. октобар 1910. - Болшвејл, 21. новембар 1994), био је немачки филозоф.
Студирао је право и филозофију у Бону, Берлину и Фрајбургу. За време нациста одлази из Немачке. Наставио је студије и радио као предавач у Њујорку у New School for Social Research (Новој школи за друштвена истраживања). Године 1964. вратио се у Фрајбург где је, као и његови претходници Хусерл и Хајдггер, радио као професор и водио филозофски семинир на Универзитету у Фрајбургу до његовог пензионисања 1979. године. Од 1971. до своје смрти 1994. године управљао је Хусерловим архивом у Фрајбургу (Немачка)(нем. Husserl-Archiv Freiburg) . Вернер Маркс се сматра једним од водећих мислилаца немачког идеализма и водећих стручњака за Хајдегерову мисао. Добитник је немачке медаље: Велики савезни крст за специјалне заслуге (Großes Bundesverdienstkreuz).